# 東武伊香保軌道線
伊香保軌道線（いかほきどうせん）は、かつて群馬県前橋市の前橋駅前・同県高崎市の高崎駅前から同県渋川市を経て同県北群馬郡伊香保町（現・渋川市）の伊香保までを結んでいた東武鉄道運営の路面電車の一つである。前橋駅前 - 渋川駅前間の前橋線、高崎駅前 - 渋川新町間の高崎線、渋川駅前 - 伊香保間の伊香保線の3路線から成り、渋川新町を中心に前橋・高崎・伊香保の3方面へ延びていた。
明治時代に馬車鉄道として開業し、その後東京電燈を経て1927年（昭和2年）に東武鉄道の路線となる。
3路線のうち最後まで残った伊香保線は、路面電車としてはスイッチバック式の待避線が多くあるなど屈指の登山電車として知られていたが、1956年（昭和31年）にバスに代替されて全廃された。

## 路線データ
- 路線距離（営業キロ）：
  - 前橋線：前橋駅前 - 渋川駅前間 14.5 km[1][2][3]
  - 高崎線：高崎駅前 - 渋川新町間 20.9 km[1][2][4]
  - 伊香保線：渋川駅前 - 伊香保間 12.6 km[1][2][5]
- 軌間：1067 mm
- 駅・停留所数：73（3路線の合計。起終点駅含む。ただし渋川新町は重複計上せず）
- 複線区間：なし（全線単線）
- 電化区間：全線（直流600 V 架空単線式）
- 変電所：棟高・田口・折原・渋川新町[注釈 2]
- 車庫：
  - 前橋線 岩神、前橋駅前、萩町[6][注釈 3]
  - 高崎線 飯塚
  - 伊香保線 伊香保
  - 渋川新町は3路線が集結する輸送の中心となる分岐点で、保線・電路・運輸・工場などの各職場が設置された伊香保軌道線の中枢だった。工場に車庫が併設されていた。

## 歴史

### 開業
前橋線は1890年（明治23年）に上毛馬車鉄道、高崎線は1893年（明治26年）群馬馬車鉄道といずれも馬車鉄道として開業した。上毛馬車鉄道は乗合馬車と乗客を奪い合い苦戦していたが、前橋馬車鉄道に社名変更後、1910年（明治43年）には前橋電気軌道と社名変更し、電気軌道に転換した。群馬馬車鉄道は同年に自社社長の須藤清七が社長を務める同系資本で事業拡大を進めていた高崎水力電気に合併され、電気軌道に転換した。両線とも馬車鉄道の時は軽便鉄道だったが、電化と同時に1,067 mmへの改軌を行っている。
伊香保線は伊香保の有志一同の出資により地元有力者の木暮武太夫を社長として、東京資本の上毛電気軌道（未成）が保有していた渋川 - 伊香保間の特許を1909年（明治42年）に譲り受けて、上記と同じく、1910年（明治43年）に伊香保電気軌道として開業、自社路線の起点を前橋電気軌道の起点の渋川新町に設けて接続した。
3路線とも1910年（明治43年）の1府14県産業共進会（産業見本市）開催に合わせての電気軌道転換もしくは新規開業であった。これら3路線は渋川を中心に前橋・高崎・伊香保を結び、設備・車両ともに完全に路面電車規格ではあるが総延長距離は約48 kmにものぼり、地方都市を結ぶ日本のインターバン（都市間連絡電気鉄道）的性格を持つ路線として屈指の長さを持つ。

### 合併と渋川新町のターミナル化
前橋電気軌道は電化開業後に借入金がかさんで慢性化した経営難に苦しみ、1912年（大正元年）に利根発電に合併された。翌1913年（大正2年）には、高崎水力電気が資金面の問題で自前の給電設備を保有できなかった伊香保電気軌道を合併し、1914年（大正3年）には利根発電の前橋から高崎水力電気（この時点で高崎線と伊香保線を所有）の伊香保までの直通運転を開始した。また、高崎水力電気はその前の1911年（明治44年）に渋川長塚町から下の町までの区間を延伸開業し、伊香保電気軌道の終点・伊香保まで直通運転を開始した。1917年（大正6年）には渋川長塚町 - 下の町間を廃止した上で利根軌道の廃線跡を利用した渋川長塚町 - 渋川（渋川新町）間を開業して高崎方面の起点を下の町から新町に変更し、高崎 - 渋川（渋川新町） - 伊香保の連絡を完成させた。同時に、当初から渋川新町を起点にしていた前橋方面への軌道線との接続も実現させている。
電化以前から渋川へのルートを巡ってライバル関係にあった前橋方面・高崎方面の軌道事業に双方の電力事業の競争が加わり過熱する中で、他事業者の軌道線も利根軌道が1911年（明治44年）に渋川 - 沼田間が開通した馬車鉄道を1918年（大正7年）に電化し、渋川新町の（伊香保）軌道線停留所付近に設置したループ線に乗り入れて沼田へ連絡を開始した。さらに1912年（明治45年）からは利根軌道の渋川まで乗り入れていた吾妻温泉馬車軌道（1913年（大正2年）に吾妻軌道に社名変更）が、1920年（大正9年）から利根軌道の渋川に電化の上で乗り入れを再開して、渋川新町を中心に前橋・高崎・伊香保・沼田・中之条と5方面への路線が集合した一大ターミナルが形成され、地域交通の中心となった。

### 東京電燈から東武鉄道へ
利根発電（前橋線・沼田線）と高崎水力電気（高崎線・伊香保線）は双方共に1921年（大正10年）東京電燈に買収されて長年続いた競争に終止符を打ち、1927年（昭和2年）に東武鉄道は東京電燈が保有する軌道線のうちから前橋線・高崎線・伊香保線を買収し、同社の伊香保軌道線とした。東京電燈は関東地方の電力会社の買収を進めており、それら電力会社が経営していた電気軌道事業を持て余した状態だった。東武鉄道社長の根津嘉一郎は東京電燈の相談役を務めており、当時東武鉄道は群馬県方面へ伊勢崎線や東上線の延長計画を持ち、高崎・渋川周辺の交通関係の権益取得を目指していた。伊香保軌道線の買収は双方の利害が一致した結果といえる。
しかし、1921年に鉄道省上越南線（現在の上越線）新前橋-渋川間が開通して以降、地域交通の大動脈の座は省線に移り、翌1922年（大正11年）伊香保線の起点を新町から渋川駅前に移して高崎・前橋からの伊香保直通運転も中止された。東京電燈沼田線（旧・利根軌道）が上越南線の沼田開通と同時に営業を休止し、翌年廃止する。吾妻軌道は軌道事業を保有する電力会社の相次ぐ合併で、所属先を点々としながら東京電燈沼田線の路線跡を利用して新町に乗り入れるが、1927年（昭和2年）に経路を渋川駅前直行に変更。翌年に東京電燈に合併されて同社の吾妻線となるが、1933年（昭和8年）に営業を休止し、翌年廃止された。その頃から沿線地域の道路整備が進捗して乗合自動車（路線バス）が台頭し始め、他事業者の軌道線の撤退による影響も相まって都市間連絡の役割を追われた伊香保軌道線は、市内の交通機関としての役割と伊香保方面の観光輸送で生き延びていくことになる。

### 撤去計画の撤回
東武鉄道は1929年（昭和4年）日光線を東武日光まで全通させ、同年には後に同社の鬼怒川線になる下野電気鉄道と接続しており日光・鬼怒川方面に資本を集中投入していた。結果として伊勢崎線・東上線の延長計画は棚上げになり、渋川・高崎・伊香保地区は取り残された。同地域の交通の権益を手中にしていた東武鉄道ではあったが、当面は東京方面からの自社路線と接続できる見込みのなくなった伊香保軌道線を改良する意思はなく、買収時から営業廃止まで一貫して開業時からの運行形態ほぼそのままの、時代遅れの軌道線の姿が残った所以である。同じ東武鉄道の軌道線でも日光軌道線が明治期の開業以来、基幹産業である日光精銅所の貨物輸送を担い、戦後は観光ブームも相まって半鋼製の100形ボギー車・200形連接車の投入など設備更新を積極的に実施したのと対照的に、伊香保軌道線は東武鉄道による買収後は純然たる新車の投入は一切なく、創業期からの木造2軸単車の更新改造で当座をしのいだ。高崎線のレールの交換も戦後にレールの摩耗で脱線事故が頻発するようになってようやく実施する始末で、設備投資は輸送力を維持できる最小限のレベルに終始し、実質的にはほぼ放置に近い状態であった。
1935年（昭和10年）ごろに乗合自動車（路線バス）への転換を前提に廃止が決定され準備に入ったが、1937年（昭和12年）日中戦争が開戦する。物資と燃料不足が予見され輸送力確保の必要に迫られたために撤去計画を白紙撤回し、輸送需要を一手に担って地域交通の主役に返り咲いた。第二次世界大戦中は軍需工場への通勤輸送で繁忙を極め、戦中から戦後に掛けて老朽化かつ酷使されて著しく疲弊した車両や設備を使用して運行を継続する。
しかし終戦から数年を経て次第に物資不足や燃料不足が解消してくると、復活した路線バスが続々と最新型の車両を投入して路線網を拡充していった。こうしたことで、輸送力・所要時間・設備全てにおいて見劣りする旧式化した軌道線は急速に存在意義を失っていった。

### 営業廃止
設備の老朽化に加え累積赤字も抱え、前橋市と高崎市、群馬県交通協会から道路整備を理由に撤去を求められ、まず1953年（昭和28年）高崎線が廃止された。前橋線も同年に路線を短縮したのち翌1954年（昭和29年）に廃止される。全線12.6 kmのうち、伊香保 - 元宿間10.0 km余りが専用軌道で、道路整備の影響が少ない伊香保線も、設備の老朽化と累積赤字により1956年（昭和31年）に廃止された。
廃線後、路線は東武バスに代替され、その後同社バス路線の撤退により地域のバス路線は2012年（平成24年）現在関越交通バスや日本中央バスに引き継がれている。

### 年表

#### 上毛馬車鉄道 - 利根発電（前橋線）
- 1890年（明治23年）7月14日[17] 上毛馬車鉄道により岩神村 - 北橘村間開業。軌間762 mm。
- 1891年（明治24年）2月15日 北橘村 - 渋川町（新町）間開業。
- 1894年（明治27年）7月17日 田中町（前橋駅前） - 岩神村間 開業。
- 1906年（明治39年）7月 前橋馬車鉄道に社名変更。
- 1910年（明治43年）
  - 4月21日 前橋電気軌道に社名変更。
  - 10月9日 全線電化（利根発電より電気供給）[18]。軌間を1067 mmに改軌。
  - 10月16日 開通した伊香保電気軌道が新町で接続。
- 1912年（大正元年）12月13日 利根発電が前橋電気軌道を合併。
- 1914年（大正3年）6月9日 高崎水力電気の伊香保まで直通試運転を実施[19]。

#### 群馬馬車鉄道・伊香保電気鉄道 - 高崎水力電気（高崎線・伊香保線）
- 1893年（明治26年）9月1日 群馬馬車鉄道[注釈 11]により高崎（八島町） - 渋川（長塚）間開業[21]。軌間576 mm。営業用鉄道としては日本最狭軌間[注釈 12]。
- 1908年（明治41年）8月21日 高崎水力電気が群馬馬車鉄道を合併。
- 1910年（明治43年）
  - 9月24日 高崎水力電気 全線電化。軌間を1067 mmに改軌。
  - 10月16日 伊香保電気軌道 新町 - 伊香保間開業[21]（高崎水力電気より電気供給）[18]。新町で前橋電気軌道に接続。
- 1911年（明治44年）
  - 2月2日 高崎水力電気 渋川（長塚町） - 下の町間開業[21]、伊香保電気軌道に下の町で接続。
  - 7月28日 伊香保まで直通運転を開始[22]。
- 1913年（大正2年）11月11日 高崎水力電気が伊香保電気軌道を合併。
- 1917年（大正6年）3月26日 高崎水力電気 渋川長塚町 - 下の町間廃止、渋川長塚町 - 渋川（渋川新町）間開業[21]。渋川（渋川新町）で利根発電に接続。
- 1920年（大正9年）4月13日 正午に伊香保を発車した高崎電車が渋川町字折原六本松付近でブレーキ切断により脱線転覆し乗客車掌7人即死[23]

#### 東京電燈 - 東武鉄道
- 1921年（大正10年）
  - 3月30日 東京電燈と利根発電の合併が認可。前橋駅前 - 渋川新町間を譲受。
  - 7月1日 鉄道省上越南線新前橋 - 渋川間開通。軌道線は都市間連絡の役割を奪われる。
  - 12月10日 東京電燈が高崎水力電気を合併。高崎 - 渋川 - 伊香保間を譲受。
- 1927年（昭和2年）10月1日 東武鉄道が東京電燈から前橋駅前 - 渋川新町間、高崎駅前 - 渋川（渋川新町）間、渋川（渋川新町） - 伊香保間の軌道事業を買収。伊香保軌道線（前橋線、高崎線、伊香保線）とする。
- 1933年（昭和8年）前橋線前橋駅前の乗降場を駅前広場東側から西側へ移設する[24]。
- 1935年（昭和10年）路線バスの攻勢で業績が悪化し廃止を決定、準備に入る。
- 1937年（昭和12年）7月 日中戦争が始まったこの頃から燃料不足でバスが走れなくなり、軍需輸送も相まって軌道線廃止方針を撤回、利用が促進される。
- 1945年（昭和20年）
  - 7月 強制疎開により前橋線前橋駅前車庫建屋を撤去し[注釈 13]岩神に引き込み線を設けて車庫機能を疎開させる。
  - 7月30日 前橋線上小出地区内で車両に米軍機が機銃掃射、乗客に犠牲者が出る[25]。
  - 8月5日 前橋空襲により市街地の約80%が焼失。市街地区画整理・復旧が完了するまでの約2年間は前橋駅前-岩神間を運休し、岩神を起点として運行する[26]。
- 1948年（昭和23年） 戦争で中断していた車両の「車体締替」工事（車体更新）を再開。
- 1953年（昭和28年）
  - 1月25日 地元からの要請で前橋線 前橋駅前 - 医大前間を休止。萩町[16][注釈 14]に車庫を設置して起点とする。
  - 7月1日 高崎線 高崎駅前 - 渋川新町間廃止。
- 1954年（昭和29年）3月1日 前橋線 前橋駅前 - 渋川駅前間廃止。
- 1956年（昭和31年）12月29日 伊香保線 渋川駅前 - 伊香保間廃止。伊香保軌道線全線廃止。

## 各路線の運輸形態と特徴
全線単線で電話による通信指令式でスタフ閉塞に票券閉塞式を併用して運転し、多客時は2台以上の電車が閉塞区間内を続けて進行する続行運転を実施した。続行標識は運転台の正面窓外に提示し、続行開始標識（円形で黄色地に赤色で縁取りしたもの）と続行終了標識（長方形で白色地に黒い円が中央に描いてあるもの）の2種類があった。高崎線・前橋線では多客時電装解除した電車を付随客車に代用して牽引することもあったが、急勾配が連続する伊香保線は保安上の問題から付随客車を連結せず続行運転で対処した。
電動貨車で貨物輸送・小手荷物輸送・郵便輸送も行い、昭和初期までは付随貨車も使用した。鉄道省上越南線が開通、道路整備の進捗でトラックが普及し始めると軌道線の貨物輸送は活躍の場を次第に奪われ、以降は手荷物・郵便輸送が中心となる。電動貨車は工事など事業用にも使用し、伊香保線の廃止後、設備の撤去工事にこの電動貨車が用いられた。
電気方式は当初直流550Vで後に600Vに変更、終始1本の架線に +（プラス）、レールに -（マイナス）を流す架空単線式で、都市部で採用された2本の架線それぞれに+、-を流す架空複線式は用いなかった。伊香保線以外は大半が併用軌道で、市街地中心部の軌道敷は敷石で舗装したが他大半は土砂を突き固めて舗装していた。

### 前橋線
前橋市は高崎市同様旧市街地中心部は道幅が狭かったが1945年（昭和20年）戦災で焼失し復興事業で拡幅した。 市街地中心部を抜けしばらく行くと坂東橋で利根川を渡り、国鉄上越線を専用軌道で下をくぐり渋川新町に到着する。運転間隔は約30分毎で前橋駅前から渋川新町まで45分を要した。三路線中唯一戦災により運休を実施し、1945年（昭和20年）7月に岩神に引き込み線を設けて前橋駅前車庫を疎開させた。同年8月5日の前橋空襲以降、前橋駅前へは戦後復興による道路拡幅が進捗するまで約2年間復旧せず、駅建物の一部が罹災するも損害が軽微であった岩神を起点として運行した。運休区間の運行再開から約6年後の1953年（昭和28年）、地元からの要請で前橋駅前 - 医大前間の営業を休止して駅前通りから軌道を撤去する。翌年の路線廃止までは萩町に車庫を設置して医大前を起点として運行した。

### 高崎線
高崎駅前から道幅が狭い中心市街地を直角カーブを繰り返して通り抜け、新町交番前と本町三丁目の交差点は半径12 mの急カーブだった。国鉄信越本線を築堤と鉄橋を設けて専用軌道で乗り越え、この築堤を地元では「電車山」と呼んでいた。車庫のある飯塚から市街地を外れるとまっすぐに進み、ほぼ中間の金古（電車留置線があった）を過ぎあとは渋川新町まで一直線である。運転間隔はほぼ1時間おきで渋川まで75分を要し、高崎から渋川へ直行するには上越線があるので全線乗車する乗客は少なかった。金古 - 渋川新町間は1949年（昭和24年）ごろまで摩耗したステップレールを交換もせず使用しており、摩耗で浅くなったレールの段差に合わせて車輪のフランジを低く削った金古 - 渋川新町間専用の電車を用意して対処し、高崎方面の利用客は金古で乗り換えた。低い車輪フランジのため脱線事故が頻発したが、乗務員・乗客とも慣れており協力して復旧させて何事もなかったように運転を継続した。通常であればこうなる前にレールを交換する所を安上がりな方法でその場しのぎをしていた訳で、前述のように伊香保軌道線が東武鉄道内で見限られていた証拠でもある。なお、「野良犬」という珍しい名前の停留所があった。

### 伊香保線
3路線のうち最後まで残った伊香保線は、標高173 mの渋川駅前から標高697 mの伊香保へ全線の平均勾配41.8‰（パーミル）最急勾配57.1‰のルートを渋川市街地を抜けてから87か所の急カーブを切りながら登り降りした。山の下り方向には行き止まりで登り勾配を付けた安全側線を兼ねる待避線が元宿・六本松・大日向診療所・水沢の4か所あり、山を降りる電車はここに入線して登ってくる電車を待機し、対向する電車の通過後に後退して本線に戻るスイッチバック式を採用した。安全側線でもあるので、ポイントは常に分岐側に開通していた。待機がない場合、乗務員がポイントを操作して通過する。また伊香保線は、地形的に登り坂となる伊香保方面へは主電動機（走行用モーター）の動力で走行していたが、坂を下る渋川方向については停車状態から起動するとすぐに電車のトロリーポールを架線から外し、後は下り坂の惰性とブレーキの制御だけで渋川の市街地付近まで下っていた。日本の路面電車で急勾配がある路線は多数存在するが、急カーブと急勾配の組み合わせが延々と続くのは珍しい。渋川市街地が僅かに併用軌道で元宿から伊香保が急勾配の専用軌道。国鉄の上りと下りダイヤに合わせるので運転間隔は不均等で、渋川新町から伊香保まで45分を要した。

## 運輸実績
| 年度               | 旅客数量（人） | 客車走行距離(km) | 貨車走行距離(km) |
| ------------------ | -------------- | ---------------- | ---------------- |
| 1928年（昭和3年）  | 1,514,865      | 895,685          | 24,951           |
| 1936年（昭和11年） | 1,076,050      | 886,486          | -                |
| 1947年（昭和22年） | 4,601,060      | 692,437          | 1,624            |
| 1952年（昭和27年） | 3,759,963      | 926,636          | 934              |

| 日付                      | 金額 |
| ------------------------- | ---- |
| 1945年（昭和20年）4月1日  | 10銭 |
| 1947年（昭和22年）3月1日  | 50銭 |
| 1950年（昭和25年）5月12日 | 5円  |
| 1953年（昭和28年）2月1日  | 10円 |

| 年度               | 円           |
| ------------------ | ------------ |
| 1952年（昭和27年） | 7,555,299円  |
| 1953年（昭和28年） | 14,024,440円 |
| 1954年（昭和29年） | 26,147,060円 |

## 停留所一覧
1950年代のもの、#印は行き違い可能停留所（飯塚・岩神・伊香保・渋川新町は停留所ではなく駅）
前橋線
前橋駅前 - 商工会議所前 - 曲輪町# - 立川町入口 - 岩神# - 国領 - 萩町# - 医大前 - 鯉里橋# - 上小出# - 大師# - 荒牧 - 関根# - 法華沢橋 - 田口# - 橘橋 - 下箱田 - 板東橋 - 半田# - 松原# - 中村# - 渋川駅前
高崎線
高崎駅前 - 新町交番前 - 大手町 - 田町三丁目 - 本町三丁目# - 本町二丁目 - 本町一丁目 - 相生町 - 住吉町 - 飯塚# - 追分 - 大八木# - 福島 - 中泉# - 三ツ寺 - 棟高# - 観音寺裏 - 足角# - 金古四ツ角 - 金古# - 清里 - 野良犬# - 陣馬 - 北下# - 田中 - 下野田# - 北野田 - 小倉# - 有馬 - 行幸田 - 石原# - 長塚町 - 渋川新町
伊香保線
渋川駅前 - 渋川新町# - 渋川四ツ角 - 商工会議所前 - 河原町 - 裏宿 - 元宿# - 八幡裏 - 入沢# - 拾弐坂上 - 御蔭# - 折原下 - 六本松# - 大日向療養所前# - 離山 - 水沢# - 見晴下 - 伊香保

## 接続路線
名称はいずれかの廃止時点のもの
- 前橋駅前（1954年まで）
  - 国鉄：両毛線
  - 上毛電気鉄道：上毛線（中央前橋駅）
- 高崎駅前（1953年まで）
  - 国鉄：高崎線・両毛線・信越本線
  - 上信電気鉄道[注釈 24]：上信線
- 渋川駅前
  - 国鉄：上越線・長野原線（1954年まで）
  - 東京電燈：吾妻線（1934年まで）
- 渋川新町
  - 東京電燈：沼田線（1925年まで）・吾妻線（1934年まで）[注釈 25]

## 車両

### 概要

#### 客車
全て木造2軸単車で、1910年（明治43年）を筆頭に1926年（大正15年）製まで天野工場・実製作所・丹羽製作所・東京瓦斯電気工業で製造された。東京電燈に合併後は車両番号が重複するのを避けるために前橋線所属車両の改番を実施したが、高崎線・伊香保線所属車両は従前の番号を継続使用した。1934年（昭和9年）の時点で1 - 17・21 - 23・32、付随車1・2が高崎線もしくは伊香保線、18 - 20・24 - 31が前橋線所属であった。1 - 19と付随車1・2が旧高崎水力電気、21・23 - 31が旧利根発電所属、20と22は番号の振り替えがあった。東武鉄道による合併後に電動客車は「デハ」、付随客車は「サハ」の称号を採用し、車両番号と合わせて使用した。主制御器は全て直接制御器である。ハンドブレーキを常用し、警音器はフートゴングを使用、車両前後にピン・リンク式連結器を装備する。電装解除した電動車は付随客車として使用した。集電装置は屋根中央にトロリーポールを1基のみ装備、電車の折り返しでは反対方向に回して使用した。運転台下の救助網は取り外し式で、これも折り返しで反対側に取りつけた。前照灯（前部標識）も取り外し式で夜間の運転時に運転台正面中央に取りつけ、電源コードを下へ伸ばし運転台床下のコンセントに差し込んで使用した。尾灯（後部標識）は装備しておらず、反射器のみの装備だった。東武鉄道によると車両寸法は長さ8,082 mm×幅1,982 mm×高さ3,145 mmだが、種車が異なる上に度重なる更新改造により各車で寸法にばらつきがある。
1953年（昭和28年）現在で34両の電動客車（デハ1 - 34）、4両の付随客車（サハ1 - 4）が稼働可能だったが、高崎線の廃止で11両、前橋線の廃止で14両が余剰廃車され、ダブルルーフ（二重屋根）のグループは淘汰された。伊香保線に最後まで残ったのは、更新改造年次の遅いシングルルーフのデハ2・11・13・15・17・21・23・27・28・30・31・33・34の計13両で、これらは元の配属路線に関係なく集中投入された。

#### 貨車
1926年（大正15年）の時点で有蓋電動貨車が1両、無蓋電動貨車が6両、有蓋付随貨車が2両、無蓋付随貨車が14両の合計23両が在籍していた。東武鉄道による合併後に有蓋電動貨車は「デワ」、無蓋電動貨車は「デト」、有蓋付随貨車は「ワ」、無蓋付随貨車は「ト」の称号を採用し、車両番号と合わせて使用した。貨物輸送の減少で徐々に休廃車され、1940年（昭和15年）には全貨車の合計が8両まで減少した。付随貨車は昭和10年代ごろまで使用されたが、以降の貨物輸送はほぼ電動貨車のみで賄っていた。なお、日光軌道（後の東武鉄道日光軌道線）から転入したデト47は1943年（昭和18年）製で当線の全電動車の中で一番新しく、片側にのみ運転台がついており側面から見るとL字型の車体だが、その他の無蓋電動貨車は全て運転台も屋根がないオープンキャブであった。
1953年（昭和28年）現在で3両の無蓋電動貨車（デト4・デト9・デト47）のみが稼働可能で、デト37・ワ10・ト4・16・18・19・21は放置状態で稼働不能だった。伊香保線の営業廃止後、レールや駅・車庫の備品などの撤去のためデト4とデト9が使用され、これを以て伊香保軌道線全線の運行が終了した。

#### 伊香保線用車両
急勾配を走行するので、非常用として1910年（明治43年） の開通当初からウェスティングハウス製電磁吸着ブレーキを装備している。電磁吸着ブレーキの装備は1919年（大正8年）開通の小田原電気鉄道よりも早く日本で最初である。当初は伊香保電気軌道生え抜きの3両のみが装備していたが、高崎水力電気が伊香保電気軌道直通運転用に2両に追加して用意、利根発電も2両用意して伊香保直通を開始し、東京電燈合併後には伊香保線に使用する他の車両にも装備した。主幹制御器を発電ブレーキに投入して主電動機（走行用モーター）を発電機として使用し、発生した電流を台車中央に取りつけた電磁石に通電し、発生した磁力で鋳鉄製のブレーキシューをレールに吸着させて摩擦力で強力なブレーキ力を得る。機器の動作そのものには架線電圧やバッテリーなどの外部電源を使用しないので、下り勾配ではトロリーポールを下げて無電状態になり、重力を利用して走行する運用をしていた伊香保線にマッチングするシステムではある。発電ブレーキと電磁吸着ブレーキ、さらに電磁石にブレーキのてこが引かれて制輪子が車輪を締めつける作用が同時に働くのでその制動力は強力で、当時の技術者は勾配線で速度を上げて実験した際に「レールから火花が出て車両は2 - 3尺（およそ60 - 90cm）進んで止まった」と語っている。速度が低いと主電動機の発電量が低いのでブレーキ力も低下してしまう欠点があり、当然ながら停車中は作用しない。他のブレーキが完全に故障してしまった場合ノーブレーキになってしまう訳で、このままでは非常ブレーキとしては中途半端である。架線電圧あるいはバッテリーなどの補助電源を併用すればこうした欠点はカバーできるが、伊香保線用車両が電磁吸着ブレーキ用に補助電源を併用できる装備を搭載していたかどうかは不明である。
伊香保線の車両の電磁吸着ブレーキはあくまで非常用のブレーキであって、常用ブレーキはハンドブレーキのみで速度抑制用の常用可能な発電ブレーキはおろかエアブレーキすら装備しておらず、製造された時代が時代なので仕方がないとはいえ今日から見れば安全性に問題があった。巻き上げたハンドブレーキのチェーンが破断する故障が原因で1920年（大正9年）4月12日六本松付近で乗客7名が死亡、重軽傷45名、乗務員2名も死傷する脱線転覆事故が発生している。

### 車体締替
創業期の車両は各社全てが緩くカーブしたベスティビュール（運転台の前面窓）つきのオープンデッキ、車体側面の腰板部分も絞り込みのないストレートな形状を採用した。当時東京や大阪でも、馬車鉄道の客車のデザインを脱しきれていない車体側面の裾を絞ったベスティビュールなしの車両が多数走っていた中では、先進的でスマートな部類であった。
走り込んで経年劣化が進んだ車両は更新改造して使用した。車体は骨組みまですべて木製なので古くなると接合部が緩み歪みや反り、捻れが生じてくる。程度が軽ければ部分修理だが重症ならば完全分解して「車体締替」と称する大修理を実施した。内容は旧車体からは屋根程度しか使用せず、他全てを新製部材に交換して下回りや電装品と組み合わせるというもので、一連の作業は地元の大工2人と整備員1人で車両1両の工期は40日程度である。車両メーカーではなく大工による製作で多分に現場処理でもあり、更新を重ねるに連れてしだいに原型を失い、機能優先で製作が容易な直線的なフォルムに変わっていった。併せて老朽化した電装品も交換し、運転台左右の入口外側に吊り下げ式の引き戸（後述のデハ11など二重引き戸になった車両もあり）を取りつけて、曲がったトロリーポールを逆に曲げ直して完成となる。車体下半分を鉄板張りにした車両（いわゆる簡易半鋼車・偽スチール車）も存在する。
デハ11のみは東武鉄道の浅草工場で大栄車輌によりサンプル的に更新されたが、結局この1両に留まった。一連の更新改造は昭和に入った頃から数両ずつ施工されたが、戦争で資材や人手が不足し中断を余儀なくされた。軍事輸送で酷使された車両は車体・機器とも劣悪な状態で車体は弓なりに反り、機械部分のボルトの増し締めや注油で当座をしのいでいた。運転台部分が垂れ下がってしまい、救助網が地面に引き擦られるので無理矢理上に捻じ曲げて走っていた車両もある。1948年（昭和23年）から更新改造を再開し、高崎線の廃止の頃まで続いた。最終期に改造された車両は屋根もダブルルーフを廃し、シングルの張り上げ屋根に作り換えた。デハ11を含むシングルルーフのグループは、名目上は更新改造だが元の車体から流用した部材はほぼ皆無で、実質的には部品流用の車体新造車である。
全車が創業期からの生き残りだが、前述の事情のため最終的に原型そのままの車体は、電動貨車を除いて1両も存在しなかった。

### 使用機器
当初は、以下の組み合わせであった。
- 前橋電気軌道
  - 直接制御器と主電動機：ブルースピープルズ製K1形制御器と同社の30馬力主電動機
  - 台車：M&Gトラック21EM[注釈 31]
- 高崎水力電気と伊香保電気軌道
  - 直接制御器と主電動機：ゼネラル・エレクトリック製B18A形制御器と同社の25馬力電動機（伊香保電気軌道は急勾配用として35馬力）
  - 台車：ブリル21E（伊香保電気軌道は急勾配用として電磁吸着ブレーキつき）

旅客用の電動客車は高崎水力電気と伊香保電気軌道は搭載機器をアメリカ製、前橋電気軌道はイギリス製で揃えていた。老朽化した電装品は車体更新の際に順次交換され、車体と台車の組み合わせは元通りとは限らず、振り替えも実施された。
- 全廃まで伊香保線に残った車両
  - 直接制御器と主電動機：日本電光製K4式B29型と明電舎製50馬力
  - 台車：ブリル21E（電磁吸着ブレーキつき）

全車が元の配属路線に関わらず、この仕様に統一されていた。

### 譲受
1940年（昭和15年）に江ノ島電気鉄道（現在の江ノ島電鉄）から4両購入している。軍需輸送による車両不足を緩和するための増備で、当線の電動客車としては唯一他路線からの転入である。戦争末期、日光軌道から無蓋電動貨車2両と付随貨車1両（デト37、デト47、ト77）が転入した。廃止間近にはデト47のみが稼働状態だったが戦後は電動貨車の出番が減少し、運転台が片側にしかないので使い勝手が悪く、あまり使用されていなかった。

### 譲渡

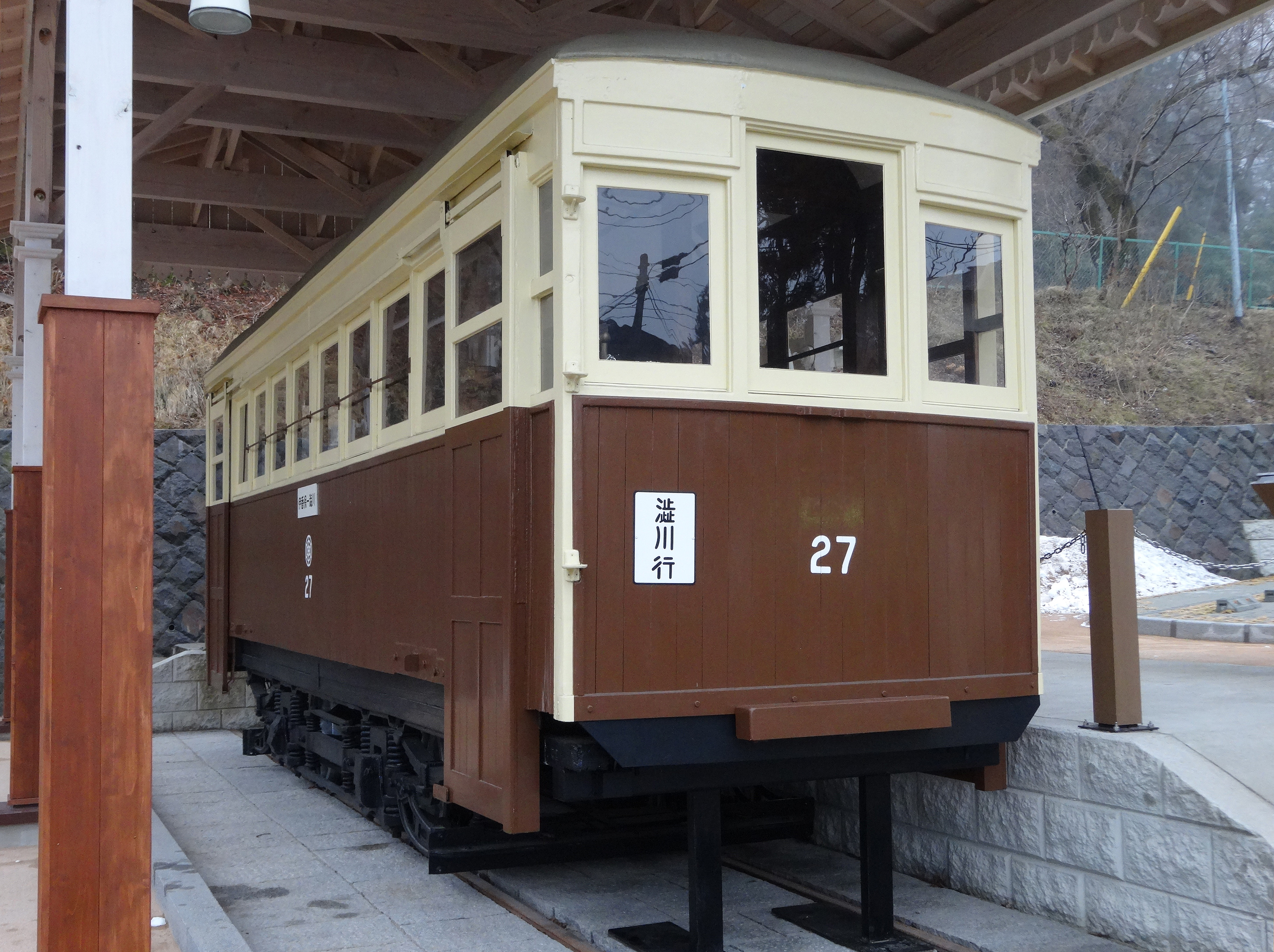
伊香保「峠の公園」で保存されているデハ27

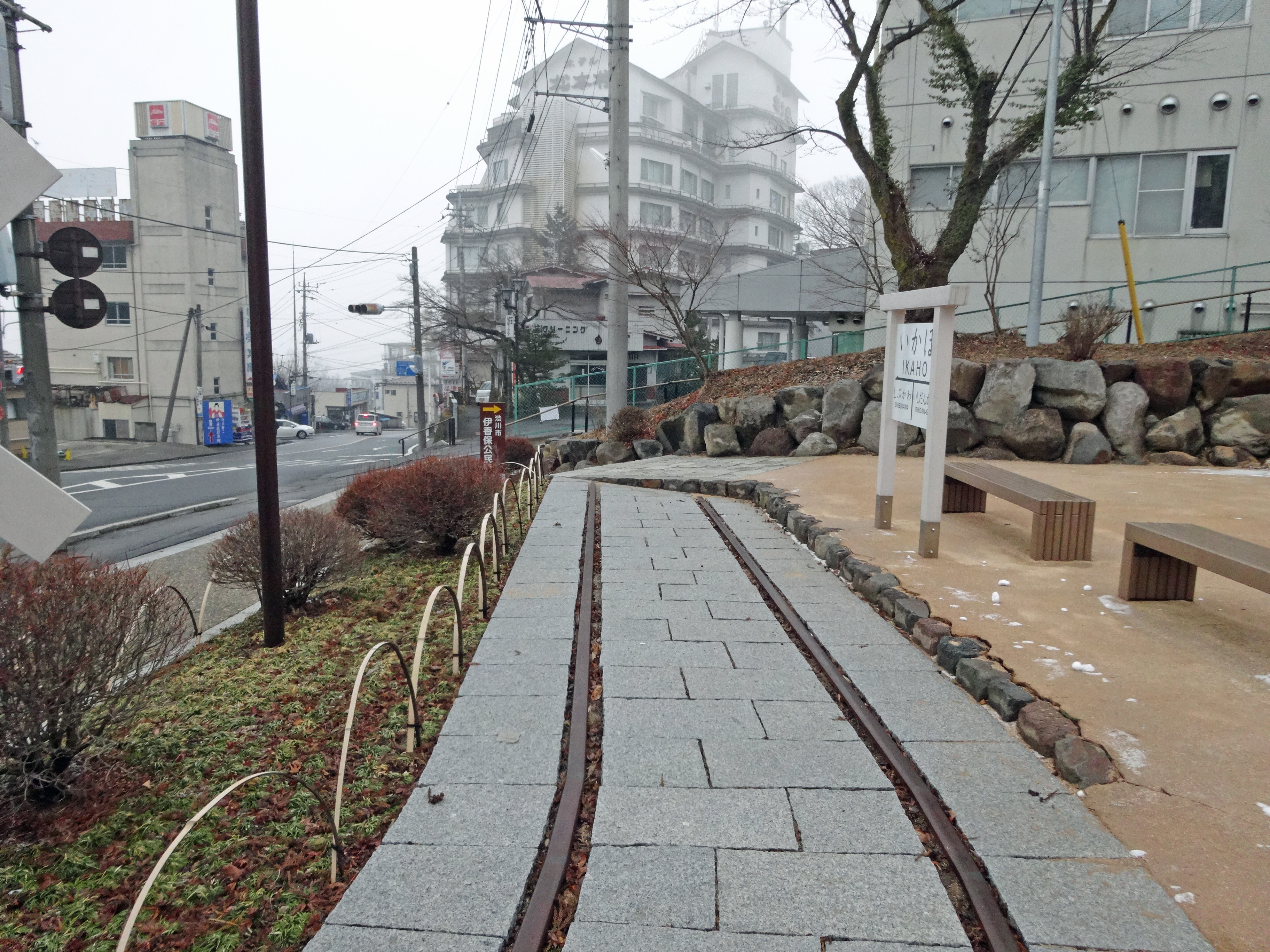
デハ27が保存されている「峠の公園」。画面奥が
渋川方面で、このレールの付近にかつての軌道があった

同じ東京電燈の他路線への転籍で他事業者への譲渡ではないが、1923年（大正12年）に前橋線の21と23（いずれも初代）が同社の江ノ島線に転籍している。廃線後、草軽電気鉄道に3両分の車体のみが譲渡され、ボギー台車を装備して同線の客車ホハ10 - 12号車になった。その他にも数両分の車体が譲渡されたが、車両として再起したのはこの3両のみである。他は待合室や倉庫などに転用されたが、廃線からかなりの年月が経過し、群馬県内で個人所有のデハ27（状態は良好だが台車・機器類なし）が唯一の現存車体となっていた。
その後、伊香保温泉再生事業の一環としてかつて軌道が通っていた温泉の入り口付近を公園として整備して2014年春に完成させ、それに併せてこの車体を公園内で展示保存することになり、別途入手した豊橋鉄道モハ300形モハ301の台車や横浜市電の機器類も使用して埼玉県久喜市の工場で復元工事を実施した。
2014年1月25日には伊香保での展示保存に先立つ形で渋川市内のネーブルスクエアにて特別展示会「おかえりなさい！チンチン電車」が開催され、同年4月30日には完成した「峠の公園」で阿久津貞司渋川市長らが参列して竣工式が行われ、一般公開が開始された。なお、この公開保存では期日限定で車内の公開も行われている。